# 福内櫻子
福内 櫻子（ふくうち さくらこ、1993年8月30日 - ）は、元大東文化大学陸上競技部女子長距離ブロック所属。福岡県北九州市出身。血液型AB型。双子。元夫はJR東日本所属の五ヶ谷宏司。

## 来歴・人物
近畿大学附属福岡高等学校から、大東文化大学に進学。森智香子や木村芙有加らと活躍した。4年次には2015年ユニバーシアードにハーフマラソンで出場し7位入賞。
大学卒業をもって競技生活からは引退した。
卒業後はスポーツメーカーに就職し、ランニングアドバイザーやモデルとして活動している。

## 主な成績
| 年月       | 大会                       | 区・距離       | 記録                 | 備考      |
| ---------- | -------------------------- | -------------- | -------------------- | --------- |
| 2013年6月  | 第97回日本陸上選手権       | 1500m 決勝     | 4分20秒37（4位）     |           |
| 2013年10月 | 全日本大学女子駅伝         | 5区（9.2km）   | 31分14秒（区間4位）  | 大東大2位 |
| 2014年6月  | 第98回日本陸上選手権       | 1500m 決勝     | 4分22秒95（5位）     |           |
| 2014年9月  | 日本インカレ               | 5000m 決勝     | 15分47秒88（2位）    |           |
| 2014年10月 | 全日本大学女子駅伝         | 5区（9.2km）   | 30分04秒（区間3位）  | 大東大2位 |
| 2014年12月 | 富士山女子駅伝             | 5区（5.0km）   | 15分50秒（区間賞）   | 大東大3位 |
| 2015年3月  | 日本学生女子ハーフマラソン | ハーフマラソン | 1時間11分44秒（5位） |           |
| 2015年5月  | 関東インカレ               | 5000m          | 16分05秒64（1位）    | 三連覇    |
| 2015年5月  | 関東インカレ               | 10000m         | 33分32秒94（1位）    | 二連覇    |
| 2015年7月  | ユニバーシアード競技大会   | ハーフマラソン | 1時間17分44秒（7着） |           |
| 2015年9月  | 日本インカレ               | 5000m 決勝     | 16分16秒21（11着）   |           |
| 2015年10月 | 全日本大学女子駅伝         | 5区（9.2km）   | 30分13秒（区間2位）  | 大東大2位 |